# Adam Płaźnik
Adam Eugeniusz Płaźnik – polski specjalista w zakresie farmakologii, psychofarmakologiii, dr hab. nauk medycznych, profesor zwyczajny Instytutu Psychiatrii i Neurologii.

## Życiorys
W 1975 ukończył studia medyczne w Akademii Medycznej w Warszawie. Obronił pracę doktorską, następnie uzyskał stopień doktora habilitowanego. 14 kwietnia 1997 nadano mu tytuł profesora w zakresie nauk medycznych. Został zatrudniony na stanowisku profesora i profesora nadzwyczajnego w Katedrze i Zakładzie Farmakologii Doświadczalnej i Klinicznej na I Wydziale Lekarskim z Oddziałem Stomatologicznym Warszawskiego Uniwersytetu Warszawskiego.
Jest profesorem zwyczajnym  w Instytucie Psychiatrii i Neurologii i członkiem Komitetu Neurobiologii na V Wydziale Nauk Medycznych Polskiej Akademii Nauk.
Był zastępcą dyrektora Instytutu Psychiatrii i Neurologii, członkiem Komitetu Narodowego do spraw Współpracy z Międzynarodową Unią Farmakologii (IUPHAR) na VI Wydziale - Nauk Medycznych i Komitetu Neurobiologii na II Wydziale - Nauk Biologicznych i członkiem Komitetu Nauk Fizjologicznych i Farmakologicznych na V Wydziale Nauk Medycznych PAN, oraz członkiem zarządu Polskiego Towarzystwa Badań Układu Nerwowego.